# Liste der Monuments historiques in Saint-Jean-du-Doigt
Die Liste der Monuments historiques in Saint-Jean-du-Doigt führt die Monuments historiques in der französischen Gemeinde Saint-Jean-du-Doigt auf.

## Liste der Bauwerke
| Bezeichnung                          | Beschreibung | Standort | Kennzeichnung | Schutzstatus | Datum | Bild           |
| ------------------------------------ | ------------ | -------- | ------------- | ------------ | ----- | -------------- |
| Kirche St-Jean-Baptiste und Friedhof |              | (Lage)   | PA00090419    | Classé       | 1862  | weitere Bilder |

## Liste der Objekte
- Monuments historiques (Objekte) in Saint-Jean-du-Doigt in der Base Palissy des französischen Kultusministeriums